# Апухтін Олександр Львович
Олександр Львович Апухтін (рос. Александр Львович Апухтин; 4 (16) листопада 1822, Санкт-Петербург — 2 (14) 1903, там само) — російський генерал-майор, протягом майже двадцяти років обіймав посаду керівника Варшавського навчального округу (з 1879 по 1897), з 1896 — дійсний таємний радник імператорського двору, з 1897 — сенатор. Є автором русифікаторської системи освіти в Польському королівстві, що полягає у реформі шкільної програми, впровадженні нових підручників (серед яких — підручник з історії авторства Дмітрія Іловайського) та поліційної системи у школах, що базується на доносах та шпигуванні за учнями.
Система освіти, впроваджувана Апухтіним, мала на меті розвинути у людини страх перед владою та усвідомлення себе частиною царської Росії та її культури. З 1885 польською мовою викладалася лише релігія. За часів керівництва Апухтіна на території Польського королівства зменшилася кількість шкіл, а також занепадала польська культура та розвивалася неписьменність. Освітню політику Олександра Апухтіна жителі польських земель пов'язали з його іменем терміном «апухтинська ніч» (пол. noc apuchtinowska). Також він любив стверджувати, що завдяки його освітній політиці «польська мати буде співати своїй дитині російську колискову»."
16 квітня 1883 студент Варшавського університету росіянин Євгеній Жукович увійшов до кабінету Апухтіна і дав йому ляпаса. Цей випадок став найвідомішою акцією протесту проти політики Апухтіна. Студент був заарештований та засуджений на шість місяців ув'язнення, проте став героєм серед мешканців Варшави, спровокувавши своїм вчинком протестні демонстрації.
Польський письменник Стефан Жеромський у своїх «Щоденниках» заявив, що «повісив би Апухтіна на пам'ятнику Паскевичу», тим самим виразивши вороже ставлення поляків до цієї особи.

## Біографічні дані
Олександр Львович Апухтін народився 4 (за григоріанським календарем — 16) листопада 1822 у сім'ї майора у відставці Льва Олександровича Апухтіна та Дар'ї Дмитрівни. У 1840 закінчив Московський кадетський корпус, у 1845 — Інженерну військову академію. Служив на різних посадах.
З 1855 — викладач військових дисциплін та інспектор у Костянтинівському межовому інституті. У 1856 отримав звання підполковника. У 1859 під час закордонного відрядження вивчав досвід роботи цивільних та військових навчальних закладів Франції, Бельгії та Пруссії. З 1860 — начальник школи межових топографів, отримав звання полковника, з 27 жовтня 1864 по 4 липня 1879 — директор Костянтинівського межового інституту, отримав звання генерал-майора. З 1873 був на посаді начальника межових топографів.
У 1876 перейшов на службу в Міністерство народної освіти Російської імперії, отримав посаду таємного радника. З 1879 по 1897 обіймав посаду керівника Варшавського навчального округу, у 1896 отримав посаду дійсного таємного радника.
З 29 січня 1897 — сенатор.

## Нагороди
- Орден Святої Анни 2-го ступеня (1853)
- Імператорська корона до ордену Святої Анни 2-го ступеня (1855)
- Імператорська корона до ордену Святого Станіслава 2-го ступеня (1858)
- Орден Святого Володимира 4-го ступеня (1858)
- Орден Святого Олександра Невського (1883)

## Вибрані твори
- Апухтин А. Л. Описание некоторых учебных заведений Франции, Бельгии и Пруссии: Извлеч. из отчета о заграничной поездке. — СПб.: тип. т-ва «Общественная польза», 1863. — 410 с.
- Апухтин А. Л. Очерк истории Константиновского межевого института с 1779 по 1879 год. — СПб.: тип. В. С. Балашева, 1879. — 350 с.